# Ceruzit
Ceruzit ali bela svinčeva ruda je kristalni svinčev karbonat (PbCO3), ki je pomembna svinčeva ruda.

## Izvor imena
Ime ceruzit izvira iz latinske besede cerussa - beli svinec. Cerussa nativa je prvi omenil švicarski naravoslovec C. Gessner leta 1565. F.S. Beudant ga je leta 1832 imenoval cruse, današnje ime pa mu je dal W. Haidinger leta 1845. Rudarji so ga imenovali svinčev kalavec in bela svinčeva ruda.

## Lastnosti
Ceruzit kristalizira v ortorombskem kristalnem sistemu in je izomorfen z aragonitom. Podobno kot aragonit zelo pogosto dvojčiči. Sestavljeni kristali imajo psevdoheksagonalno obliko. Po trije kristali so po navadi zraščeni na dveh ploskvah prizme, tako da nastanejo šesterokrake zvezdaste skupine, v katerih se posamezni kristali sekajo pod kotom približno 60º. Kristali imajo običajno zelo lesketajoče se in gladke ploskve. Kristali tvorijo tudi stisnjene zrnate mase in včasih vlaknate tvorbe. Mineral je po navadi brezbarven ali bel, včasih tudi siv ali zelenkast.  Običajno je prozoren do prosojen in ima diamanten sijaj. Ceruzit je zelo krhek in ima školjkast razkol. Njegova trdota po Mohsovi lestvici je 3 – 3,75, specifična teža pa 6,5. 
Različek, v katerem je 7% svinčevega karbonata zamenjanih s cinkovim karbonatom (ZnCO3), je mineral iglesiazit, ki je dobil ime po nahajališču Iglesias na Sardiniji. 
Mineral je lahko prepoznaven po značilnem dvojčičenju, diamantnem sijaju in visoki spcifični teži. Tali se pri 315 °C in pri tem razpada. 
Svinčev karbonat je praktično netopen v vodi (topnostni produkt Ksp ≈ 1,5·10−13 pri 25 °C). Mineral se burno topi v razredčeni dušikovi kislini.

## Nahajališča
Lepi in veliki kristali ceruzita se najdejo v Tsumebu (Namibija), Dona Ani v Novi Mehiki, Arizoni in Leadvillu v Koloradu (ZDA). Druga nahajališča ceruzita so v Broken Hillu (Avstralija), Harzu (Nemčija), na Sardiniji (Italija), v Přibramu (Češka), Rusiji, Kazahstanu, Rodeziji, Tuniziji in Maroku.
V Sloveniji so do 5 cm veliki kristali v rudniku Mežica, še lepši pa v rudniku Litija. Kristali iz Litije so pretežno beli ali sivi in veliki do 10 cm.

## Uporaba
Beli svinec je bil eden od ključnih svinčevih pigmentov, ki so se uporabljali v slikarstvu. Beli svinec in svinčev acetat sta se v preteklosti uporabljala tudi v kozmetiki, njuna raba pa se je v razvitem svetu  zaradi toksičnosti opustila.
Svinčev karbonat je pomembna svinčeva ruda.

## Toksičnost
Zaužitje lusk svinčevih premazov je najpogostejši vzrok za zastrupitev s svincem pri otrocih.